# Metallicas diskografi
Det här är en artikel om Metallicas diskografi.

## Studioalbum
- 1983 – Kill 'em All
- 1984 – Ride the Lightning
- 1986 – Master of Puppets
- 1988 – ...And Justice for All
- 1991 – Metallica (Black Album)
- 1996 – Load
- 1997 – Reload
- 1998 – Garage Inc
- 2003 – St. Anger
- 2008 – Death Magnetic
- 2011 – Lulu
- 2016 – Hardwired...to Self-Destruct

## Singlar
- 1984 – Jump in the Fire
- 1984 – Creeping Death
- 1984 – Fade to Black
- 1985 – Master of Puppets
- 1988 – One
- 1988 – Eye of the Beholder
- 1988 – Harvester of Sorrow
- 1989 – Welcome Home (Sanitarium)
- 1991 – Enter Sandman
- 1991 – The Unforgiven
- 1992 – Nothing Else Matters
- 1992 – Sad But True Single
- 1992 – Wherever I May Roam
- 1996 – Until it Sleeps: Part II
- 1996 – Hero of the day
- 1996 – King Nothing
- 1996 – Mama Said
- 1996 – Until it Sleeps: Part I
- 1997 – Fuel Pt. 2
- 1997 – The Memory Remains
- 1997 – The Unforgiven II
- 1998 – Turn the Page
- 1999 – Whiskey in the Jar
- 1999 – Die Die My Darling
- 1999 – No Leaf Clover
- 2000 – I Disappear
- 2003 – St Anger
- 2003 – Frantic
- 2004 – The Unnamed Feeling
- 2008 – The Day That Never Comes
- 2008 – My Apocalypse
- 2008 – Cyanide
- 2008 – The Judas Kiss
- 2008 – All Nightmare Long
- 2009 – Broken, Beat and Scarred
- 2011 – Hate Train

## Demo
- 1982 – Power Metal
- 1982 – Hit The Lights
- 1982 – No Life 'Til Leather
- 1982 – Metal Up Your Ass
- 1983 – Megaforce
- 1983 – Horsemen of the Apocalypse
- 1987 – And Justice For All... Demo
- 1990 – Black Album Demo
- 1995 – Load and Reload Demo
- 1997 – Die Die, my darling Demo

## EP
- 1982 – No Life 'Til Leather
- 1984 – Creeping Death/Jump In The Fire
- 1987 – Garage Days Re-Revisited
- 2003 – The Unnamed Feeling E.P.
- 2004 – Some Kind of Monster
- 2010 – Six Feet Down Under
- 2011 – Beyond Magnetic

## Video
- 1987 – Cliff 'em All
- 1988 – 2 of One
- 1992 – A Year And A Half In The Life of Metallica
- 1993 – Live Shit: Binge & Purge
- 1998 – Cunning Stunts
- 1999 – S&M
- 2004 – Some Kind of Monster
- 2006 – The Videos 1989 - 2004
- 2009 – Français Pour Une Nuit
- 2009 – Orgullo, Pasión, y Gloria: Tres Noches en la Ciudad de México
- 2010 – The Big 4 Live from Sofia, Bulgaria

## Live
- 1993 – Live Shit: Binge & Purge (CD)
- 1999 – S&M
- 1997 – Cunning Stunts
- 2020 – S&M2

## Spel
- 2007 – Guitar Hero 3: Legends of Rock (Multiplatform)(1 låt)
- 2008 – Guitar Hero 4: World Tour (Multiplatform) (1 låt (Möjligt att ladda ner Death Magnetic-Albumet))
- 2009 – Guitar Hero: Metallica (Multiplatform)
- 2009 – Tap tap revenge: Metallica (Iphone)
- 2010 – Guitar Hero: Wariors Of Rock (Multiplatform)